# فانغوارد (ساسكتشوان)
فانغوارد (بالإنجليزية: Vanguard, Saskatchewan)‏ هي منطقة سكنية تقع في كندا في ساسكاتشوان. يقدر عدد سكانها بـ 187 نسمة ومساحتها 1.86 كم2 .

## أعلام
- ريجنالد جون غروس